# Saint-Peter (Dominique)
Pour les articles homonymes, voir Saint-Peter.
Saint-Peter est l'une des dix paroisses de la Dominique. Avec seulement 1 452 habitants, c'est la paroisse la moins peuplée du pays.

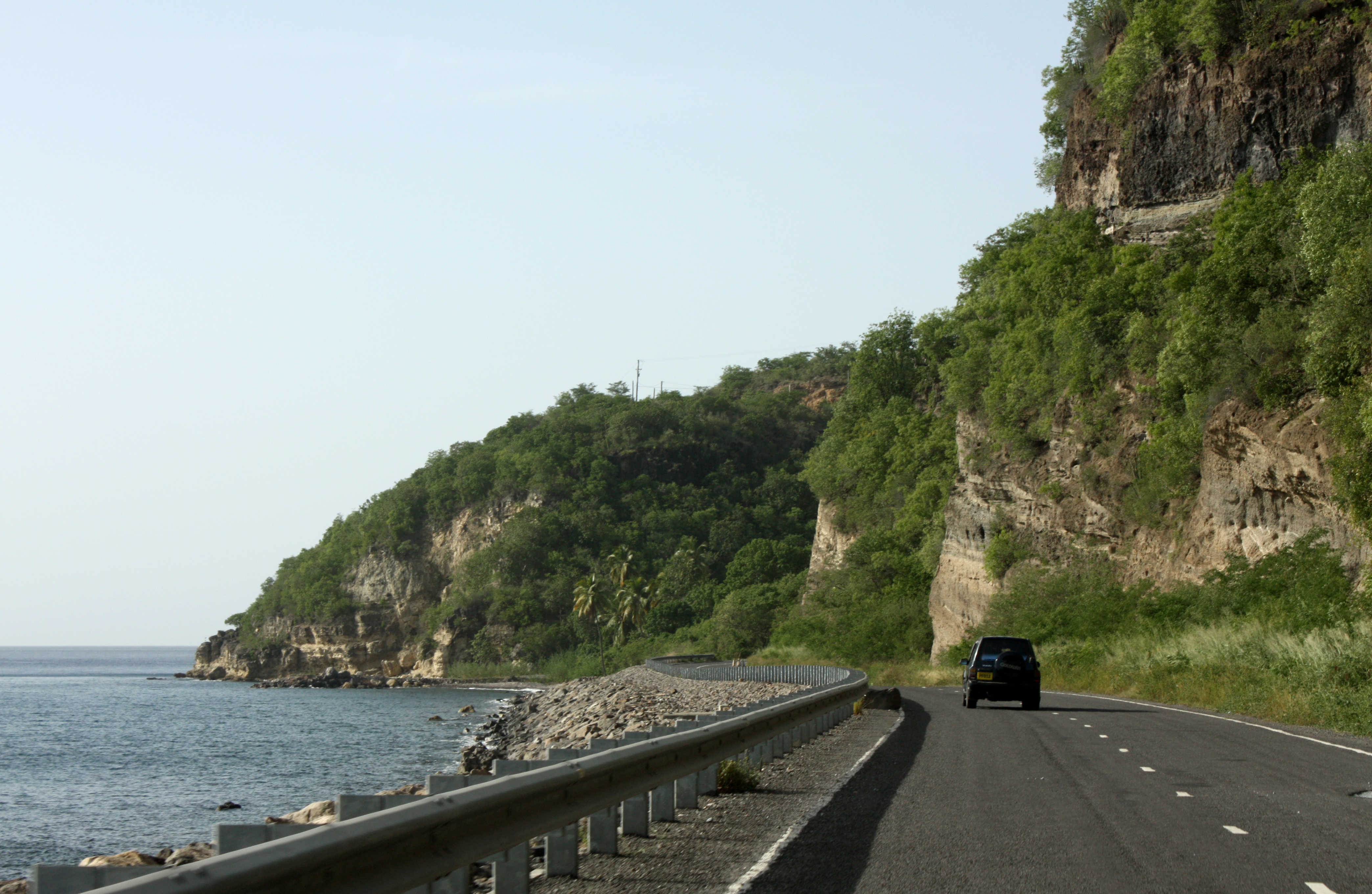